# Zolotievca
Zolotievca è un comune della Moldavia situato nel distretto di Anenii Noi di 1.000 abitanti al censimento del 2004

## Località
Il comune è formato dall'insieme delle seguenti località (popolazione al 2004):
- Zolotievca (585 abitanti)
- Larga (311 abitanti)
- Nicolaevca (104 abitanti)